# Hermína Laukotová

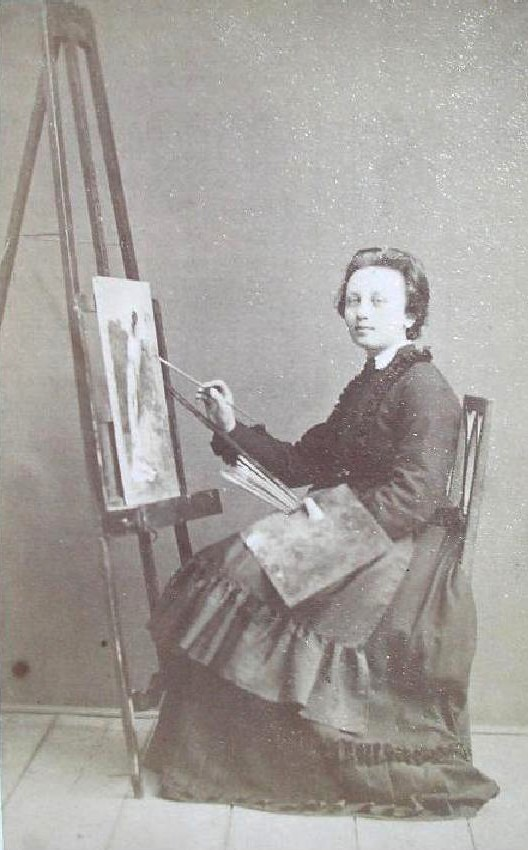
Hermína Laukotová při práci

Hermína Laukotová, křtěná Hermína Cecílie Josefa (24. ledna 1853 Praha – 17. ledna 1931 Praha), byla česká malířka, grafička a pedagožka.

## Život
Narodila se v Praze v rodině zubního lékaře a chirurga Josefa Laukoty a jeho manželky Antonie, dcery Josefa Riedla, zakladatele slavné sklářské huti v Antonínově údolí. Již od mládí projevovala značný výtvarný talent. Rodinné a finanční zázemí jí umožnilo široké vzdělání v malířském oboru a otevřelo možnost studijních cest do zahraničí. První výtvarné vzdělání absolvovala v pražském ateliéru malíře Karla Javůrka, kde se jí dostalo dobrých malířských základů. Později navštěvovala soukromé hodiny v ateliéru Javůrkovy žačky Jenny Schermaulové. Další školení získala v soukromých hodinách u malíře Jana Adolfa Brandejse. Kolem roku 1882 odešla do Paříže, kde absolvovala školení v grafických technikách u Gustava Reyniera. V roce 1884 odešla studovat do Antverp, kde se školila u Charlese Verlata (1824–1890). Během pobytu v Belgii zachycovala na svých obrazech především mořská pobřeží, marinu, přístavy a navštívila také Fríské ostrovy a ostrov Amrum. V letech 1885-1887 pobývala v Mnichově, kde studovala malbu na dámské malířské akademii u Ludviga Hertericha (1856-1932). Následně pokračovala ve studiu u Doris Raabové (1851-1899), u které se školila v technice leptu.
Od roku 1887 Hermína Laukotová opět působila v Praze; ve Vojtěšské ulici založila v devadesátých letech vlastní dámskou malířskou a grafickou školu Deutsche Kunstübungsstätte für Frauen; své vyučování ukončila v prosinci roku 1909 ze zdravotních důvodů a předala vedení dobře zavedené školy grafikovi Augustovi Brömseovi, dále tam vyučovali architekt Adolf Foehr a dvě malířky, paní Lili Gödlová-Brandhuberová a slečna Johanna Funkeová. Své žačky vyučovala portrétu a lidské figuře podle živých modelů, které bylo pro ženy v této době stále ještě problematické veřejně zajistit. Její výuka byla někdy označována za „figurální kurz“, ale vyučovala se také malba zátiší, květin a dekorativní kreslení, zejména ornamentu. Shromáždila kolem sebe umělkyně, kterým tehdy nebylo umožněno navštěvovat studium aktu na Pražské akademii. Mezi její žačky patřily např. Berta Liebscherová- Havlíčková, její pokračovatelka Lili Gödlová-Brandhuberová, Emilie Krostová, Marie Gardavská, Emilie Nevrlá, Anna Sequensová a mnoho dalších.
V roce 1888 se ve Vídni zdokonalovala v grafických technikách. Intenzivně navštěvovala soukromý kurz u mědirytce Williama Ungera (1847-1932) a krátce se školila i u profesora Johanna Leonarda Raaba (1825-1899). Během života podnikala cesty především po belgických, holandských a německých městech. Navštěvovala rovněž česká města, například v roce 1892 zavítala do Českého Krumlova.

## Spolky a výstavy
Své obrazy vystavovala na výstavách Krasoumná jednoty v Praze, zpočátku pod jménem Jan Textor. Významně se podílela na spolkovém životě německých malířek v Čechách i ve Vídni: od roku 1904 byla členkou svazu Dürer v sekci umělkyň spolku "Verein deutscher Malerinnen in Böhmen" se sídlem v Praze, a ve "Vereinigung der bildenden Künstlerinnen Österreichs" ve Vídni,, s nimiž vystavovala své práce. Nikdy se neprovdala a celý život zasvětila umění.

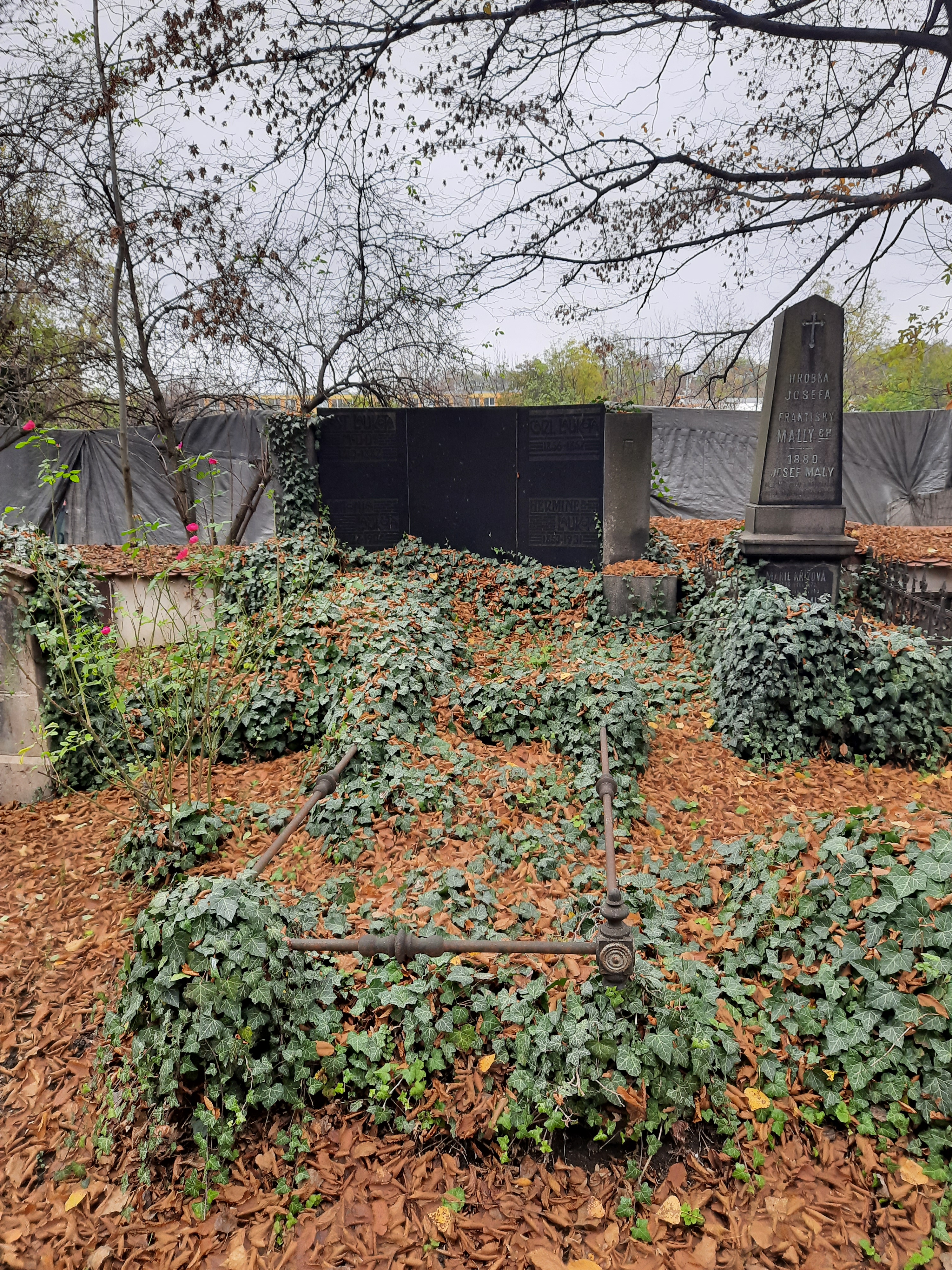
Hrobka rodiny Laukotovy na Olšanských hřbitovech

Hermína Laukotová zemřela v noci ze soboty na neděli 17. ledna 1931 ve svém domě v Kateřinské ulici na Novém Městě pražském. Pohřbena byla na Olšanských hřbitovech.

## Galerie

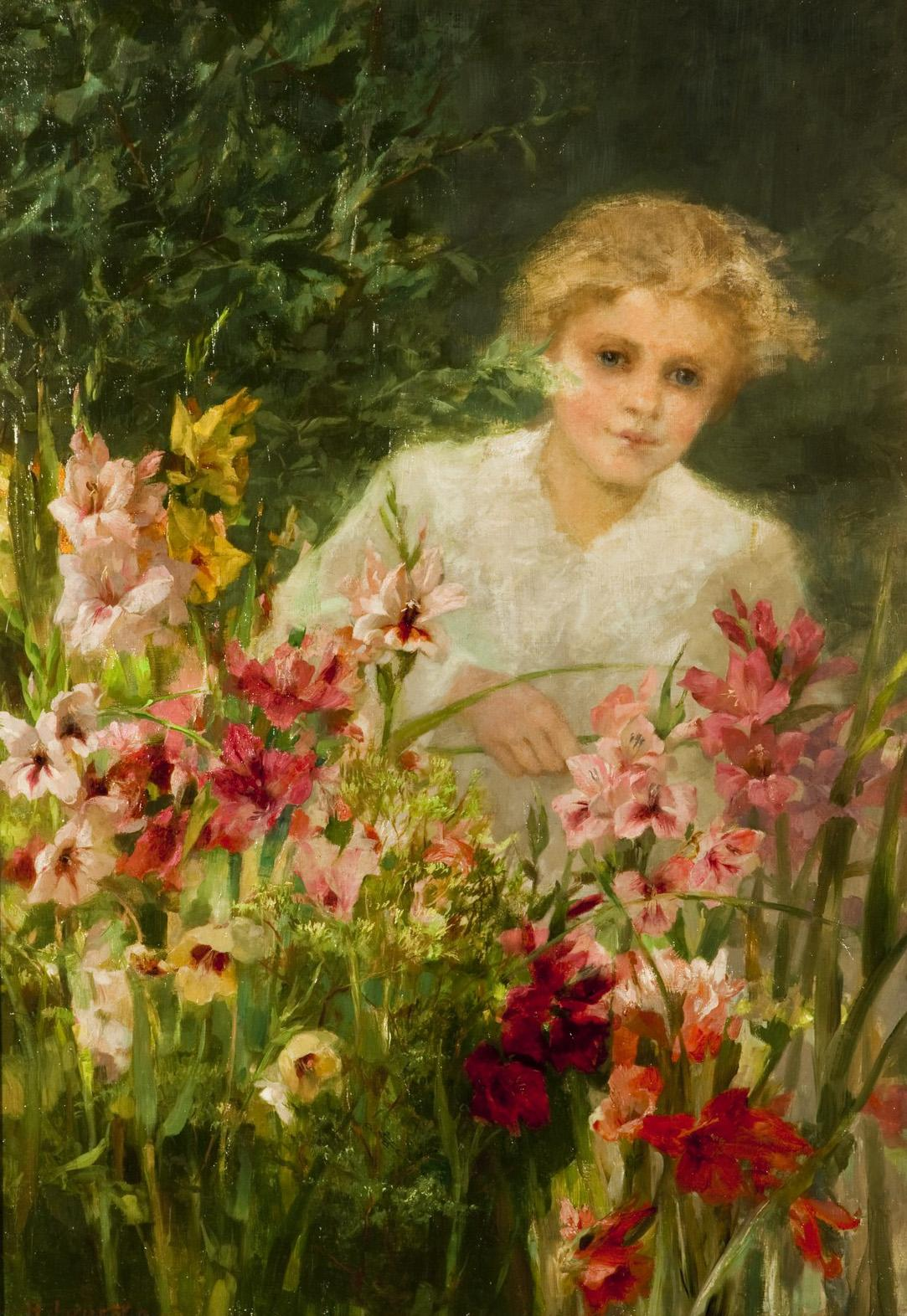
Dívka mezi květinami
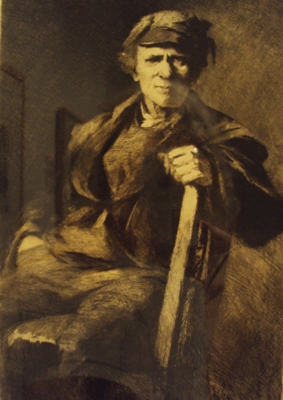
Sedící muž (1887)
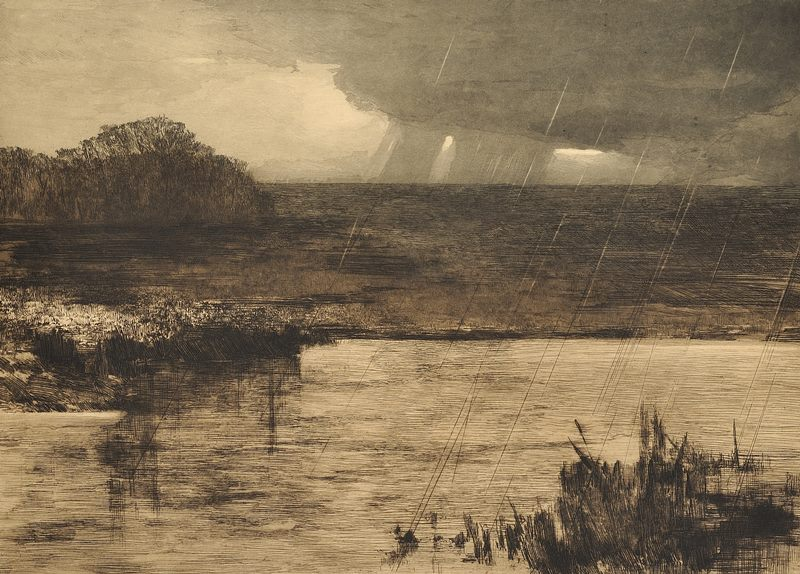
Dešťová přeháňka (1899)
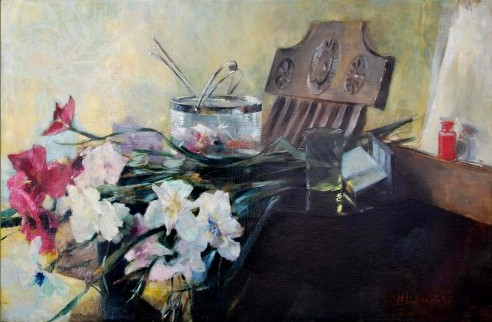
Zátiší s kyticí
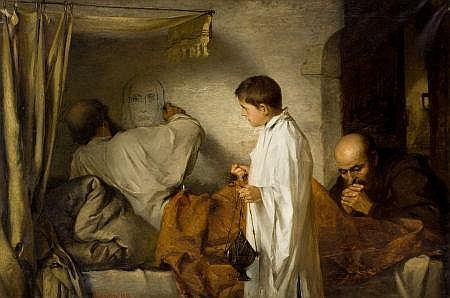
Umírající malíř
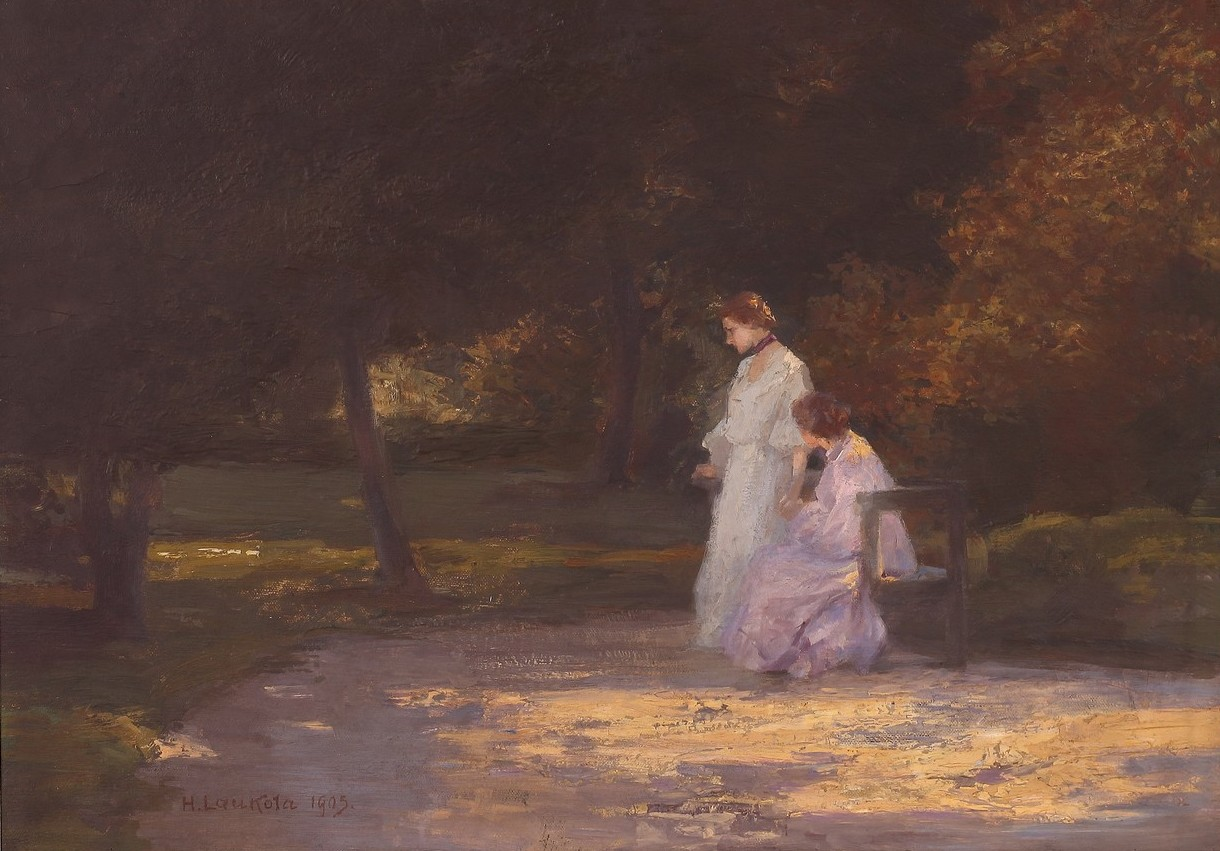
V parku (olej na plátně) datováno 1905